# Brave New World (serie de televisión)
Brave New World es una serie de televisión web de drama y ciencia ficción estadounidense creada por David Wiener para el servicio de streaming de NBCUniversal Peacock. La serie está basada en la clásica novela del mismo nombre de Aldous Huxley. La serie se estrenó el 15 de julio de 2020. En octubre de 2020, la serie fue cancelada después de una temporada.

## Sinopsis
La serie «imagina una sociedad utópica que ha logrado la paz y la estabilidad a través de la prohibición de la monogamia, la privacidad, el dinero, la familia y la propia historia». En una actualización de la novela original, un sistema de inteligencia artificial llamado Indra también conecta a los ciudadanos a través de una red inalámbrica.
Episodio 1
En un mundo sin privacidad donde las personas son clasificadas, Bernard Marx (A+) le cuenta a Lenina Crowne (B+) que su relación sexual con Henry Foster (A+) empieza a parecer antisocial por su aparente exclusividad. Más tarde, Marx visita a un grupo de Épsilones (E) y descubre que uno de ellos se ha suicidado. Empieza a pensar que las pastillas de "soma" que la gente toma para sentirse feliz podrían no funcionar para todo el dolor. A mitad del episodio, nos muestran el detrás de escena de Las Tierras Salvajes, un parque de atracciones en una zona poco atractiva de Estados Unidos. John el Salvaje recibe una sola bala de una mujer llamada Madysun y le dicen que le están dando una oportunidad.
Episodio 2
Tras un enfrentamiento con su jefe, Bernard es enviado a Las Tierras Salvajes en un cohete futurista. Lenina se une a él en este viaje, el primero que hace fuera de Nueva Londres. Juntos, recorren el parque de atracciones en autobús y descubren la vida, la estructura familiar y las cuatro casas de las Tierras Salvajes. Mientras tanto, la relación entre Lenina y Bernard comienza a desarrollarse de forma poco convencional; admiten que se desean exclusivamente el uno al otro. El encuentro de John con Madysun genera ansiedad y confusión, y le dice a su madre Linda que deberían irse por miedo a ser asesinados. En la Casa de la Monogamia, donde se celebra una ceremonia de matrimonio, Lenina ve a John limpiando el cristal de la puerta. En medio del espectáculo, estallan rebeliones y disparan a los visitantes, matando a muchos y hiriendo a otros, incluido Bernard, quien recibe un disparo en el hombro. Lenina carga a Bernard y huye, buscando un lugar donde esconderse.
Episodio 3
En las Tierras Salvajes, John lleva a Bernard, quien recibió un disparo en la masacre, y a Lenina a su casa. Su madre, Linda, antigua residente de New London, decide ayudarlos y convence a su hijo de irse con ellos a New London. Los cuatro son perseguidos por los asesinos de la revolución y llegan a una barrera de energía que protege el puerto espacial. Justo antes de cruzar la barrera, Linda ve un punto láser en la espalda de John y se apresura a protegerlo. Muere de regreso a "casa". Una vez en Nueva Londres, Bernard reanuda la toma de somas y parece no recordar gran parte del viaje. En cambio, Lenina duda en tomar somas y quiere hablar de la impactante experiencia fuera de Nueva Londres. Tras la muerte de su madre, John, furioso y con dolor emocional, es encerrado en una sala de espera en observación para que lo "curaran".
Episodio 4
Bernard le presenta a John la vida en Nueva Londres. Los resultados de las mediciones de John muestran que su perfil ya existe en el sistema de Nueva Londres como un A. Asignado para supervisar la transición de John de salvaje a miembro del cuerpo social, Bernard aumenta su curiosidad. Entonces descubre que los datos de John en la lente óptica tienen características similares a las del director. Lenina lucha por reintegrarse después de su visita a las Tierras Salvajes y siente la necesidad de rebelarse contra los valores de Nueva Londres. John huye confundido y se encuentra con los Epsilons; allí conoce a CJack60. El director localiza a John, se desconecta y le promete llevarlo de regreso a las Tierras Salvajes en un viaje exclusivo en cohete. De repente, John descubre que el director es su padre y lo confronta. Mientras discuten, John empuja accidentalmente a su padre por el acantilado. Sola y deprimida, Lenina regresa con Henry y le ruega que sus relaciones prohibidas regresen. Bernard recibe la noticia de la muerte del director y le dice que es el comienzo de una nueva era.
Episodio 5
CJack60 emerge como un Epsilon distintivo dibujando una cara triste en la ventana. En una reunión, el Controlador Mundial Mustafa Mond le pregunta a Bernard sobre el progreso de John en su integración con el cuerpo social y le advierte que Indra interferirá y hará una "corrección" si no logra su objetivo. A pesar de los intentos de Bernard, John se niega a usar la lente óptica y no muestra ningún interés en Nueva Londres. Lenina aparece brevemente e intercambia una breve mirada con John. Frannie confronta a Lenina por su comportamiento solipsista, lo que provoca una tensión creciente entre ambos durante un partido de tenis. Helm Watson, director de Pleasure Bomb, teme que sus ideas creativas para fiestas se estén agotando. Tras conocer a John, se da cuenta de que él podría ser el próximo elemento creativo. John la introduce a la narración, un elemento tan ajeno a New London.
Episodio 6
El estrellato de John crece como narrador. Para los habitantes de New London, las historias de violencia y amor perdido son tan eficaces como los somas, y a cambio, John disfruta de las recompensas del sexo y la fama; ahora es la tendencia más popular. A pesar de vivir en la gloria, John se cansa de contar las mismas historias y siente la necesidad de desconectar. Sale por la noche y se topa con Lenina. Le pide que lo acompañe en un viaje a otras partes de New London donde nunca ha puesto un pie. Luego la invita a quitarse el lente y fingir que llevan una vida tranquila, pescando y cultivando, y que ambos son felices. Su aventura termina con un apasionado encuentro amoroso. Cada vez más preocupado por el comportamiento de Indra, Mustafa visita a "Elliott", un hombre que vive en un Mundo subterráneo, en el que se basan muchos clones de Epsilon. Elliott le dice a "Jane" (así llama a Mustafa) que no se preocupe y que se una a él en su sueño. De regreso a Nueva Londres, Indra persigue a Mustafa e intenta matarla inundando el túnel subterráneo.
Episodio 7
John y Lenina siguen disfrutando de su vida imaginaria juntos lejos de Nueva Londres. Cuando Lenina le devuelve el walkman a John, este le declara su amor. Pero Lenina debe cumplir con sus deberes, incluyendo participar en un juego de las escondidas donde los Alfas persiguen a los Betas y luego tienen relaciones sexuales. John le pide que deje de tener relaciones sexuales con otros hombres, pero si lo hace, Indra la reacondicionará o la desterrará. Curioso por el concepto de las citas, Bernard invita a Lenina a salir, y ella acepta. Sentados juntos en un vehículo volador, Lenina rechaza las insinuaciones románticas de Bernard y comienza a murmurar la melodía de "Perfect Day", lo que lleva a Bernard a sospechar una posible relación entre ella y el salvaje. En el bar, John desahoga su frustración con los Epsilon por ser basureros y tira un vaso al suelo. CJack60 imita primero a John, y luego los Epsilon le siguen. En un intento por evitar que Indra destruya el mundo, Mustafa visita un edificio en ruinas en busca de respuestas. Indra aparece holográficamente y le dice a "su madre" Mustafa que la solución para la felicidad eterna de los humanos es el suicidio.
Episodio 8
John visita el taller de Helm con la lente óptica y le permite acceder a sus recuerdos. Al observarlos jugar ante sus ojos, Helm descubre lo que se siente al sentir por primera vez. Para confirmar sus sospechas sobre el salvaje y Lenina, Bernard obliga a Gary (un Gamma) a revelar su relación secreta. Mientras tanto, Frannie teme que Lenina se esté volviendo más desestabilizadora y que todos perciban su inquietud. Tras su inquietante diálogo con Mustafa, Henry le dice a Bernard que John es más necesario que nunca como distracción. El enfrentamiento entre Indra y Mustafa continúa mientras la Controladora Mundial argumenta que no diseñó a Indra para que fuera suicida. Indra replica que la han creado desinteresada y que planea usar a John como un evento fatal. Mustafa se da cuenta de que John está fuera de la influencia de Indra y que el sistema no puede explicarlo. Bernard toma a la fuerza la lente de Helm, accede a los recuerdos de John y los expone públicamente. Los Epsilon desobedecen las órdenes de Bernard y Henry y comienzan su revolución.
Episodio 9
Bernard es nombrado nuevo Director cuando Henry es encontrado muerto. CJack60 le dice a John que él mató a Henry y quiere comenzar una revolución bajo su liderazgo. Los Epsilon rebeldes destruyen la destilería que abastece de somas a Nueva Londres y luego salen a apuñalar a los neolondinenses. En medio de este caos, Mustafa advierte a Indra que, una vez que todo sea aniquilado, Indra se enfrentará a una soledad para la que no está diseñada. Mientras Mustafa comienza a apagar el sistema, Bernard se encuentra en un vacío rojo con la presencia holográfica de Indra (La Red de Joyas de Indra), y entonces el mundo a su alrededor comienza a disiparse. Despierta en el borde de un acantilado junto a una misteriosa caja dorada. Helm le cuenta que tuvo una visión; él es el líder de un lugar que lo siente todo. Juntos, viajan a las Tierras Salvajes en busca de la líder de la rebelión y le entregan la caja. El final termina con John viviendo la vida de sus sueños en una simulación, y Lenina, la nueva Directora de Estabilidad, contemplando los restos de Nueva Londres desde la ventana de su oficina. Indra ahora es libre en el mundo y, por primera vez, experimentará cada sentimiento como un niño.

## Elenco y personajes
- Alden Ehrenreich como John el Salvaje[6]
- Jessica Brown Findlay como Lenina Crowne[7]
- Harry Lloyd como Bernard Marx[8]
- Kylie Bunbury como Frannie Crowne
- Nina Sosanya como Mustafa Mond
- Joseph Morgan como CJack60/Elliot
- Sen Mitsuji como Henry Foster
- Hannah John-Kamen como Wilhelmina «Helm» Watson
- Demi Moore como Linda
- Ed Stoppard como el Director de estabilidad.

## Producción

### Desarrollo
En 2015, se anunció que Syfy tenía la intención de desarrollar la serie, con la producción de Darryl Frank y Justin Falvey. En 2016, los escritores Les Bohem, Grant Morrison y Brian Taylor se unieron al proyecto. El 13 de febrero de 2019, se anunció que la serie se trasladó a USA Network, con David Wiener sustituyendo a Bohem como escritor y Owen Harris dirigiendo el piloto.
El 17 de septiembre de 2019, NBCUniversal anunció que la serie se trasladaría a Peacock, estrenándose el 15 de julio de 2020. El 28 de octubre de 2020, Peacock canceló la serie después de una temporada. Fue la primera gran cancelación de una serie de televisión para el servicio de streaming.

### Casting
En abril de 2019, se anunció que Alden Ehrenreich se había unido al elenco principal de la serie, interpretando a John el Salvaje. En el mismo mes, se anunció que Harry Lloyd se había unido al elenco principal, interpretando a Bernard Marx. En mayo de 2019, se anunció que Jessica Brown Findlay se había unido al elenco principal, interpretando a Lenina Crowne. En junio de 2019, se anunció que Kylie Bunbury, Hannah John-Kamen, Sen Mitsuji, Joseph Morgan, y Nina Sosanya se había unido al elenco principal, con Demi Moore uniéndose al elenco recurrente.

### Rodaje
Dungeness Estate en Kent es la ubicación de las «Tierras Salvajes»; la vieja estación de botes salvavidas allí se duplica como la casa de John y Linda.

## Lanzamiento

### Distribución
La serie se estrenó el 15 de julio de 2020, en Peacock en los Estados Unidos y Sky One en el Reino Unido el 2 de octubre de 2020. Internacionalmente, la serie estaba originalmente programada para estrenarse en Amazon Prime Video en Oceanía y Nueva Zelanda el 21 de agosto, pero la serie fue estrenada el 18 de septiembre de 2020. En Canadá, la serie se estrenó en Showcase el 13 de septiembre de 2020. En Rusia, la serie fue lanzada el 16 de julio de 2020, en el servicio de streaming KinoPoisk HD. En Alemania, la serie fue lanzada en el servicio de streaming TVNOW a finales de septiembre de 2020. En Australia, la serie fue lanzada en el servicio de streaming Stan el 16 de octubre de 2020. En España y Europa, la serie fue lanzada en el servicio de streaming STARZPLAY el 4 de octubre de 2020.